# 우에노 독일 문화촌

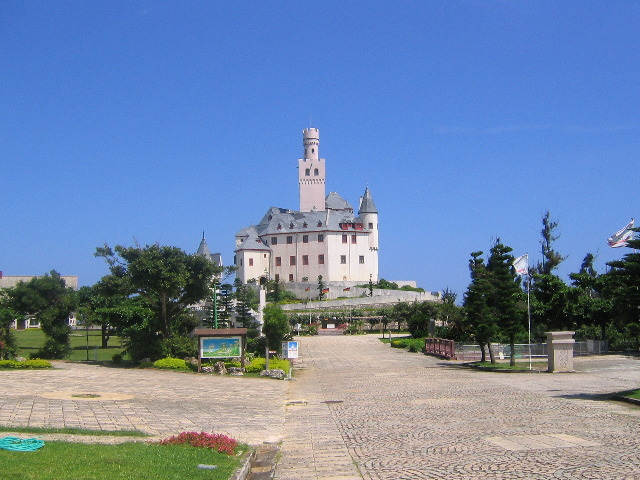
우에노도이쓰분카무라

우에노 독일 문화촌(일본어: うえのドイツ文化村 우에노도이쓰분카무라[*])는 오키나와현 미야코지마시의 있는 테마파크로, 독일 문화를 주제로 하였다.